# Province de Potenza
La province de Potenza (provincia di Potenza en italien, provìngë dë Pùtenzë en dialecte potentin) est une province italienne du Mezzogiorno (le « Midi de l'Italie »), dans la région de la Basilicate, dont le chef-lieu est la ville de Potenza.
Ouverte à l'ouest sur une courte distance sur la mer Tyrrhénienne, elle est bordée à l'ouest par la Campanie (provinces de Salerne et d'Avellino, au nord par les Pouilles (provinces de Foggia, de Barletta-Andria-Trani et ville métropolitaine de Bari), à l'est avec la province de Matera et au sud par la Calabre (province de Cosenza).
La région a souffert d'innombrables tremblements de terre et est toujours une région sismique active.

## Géographie

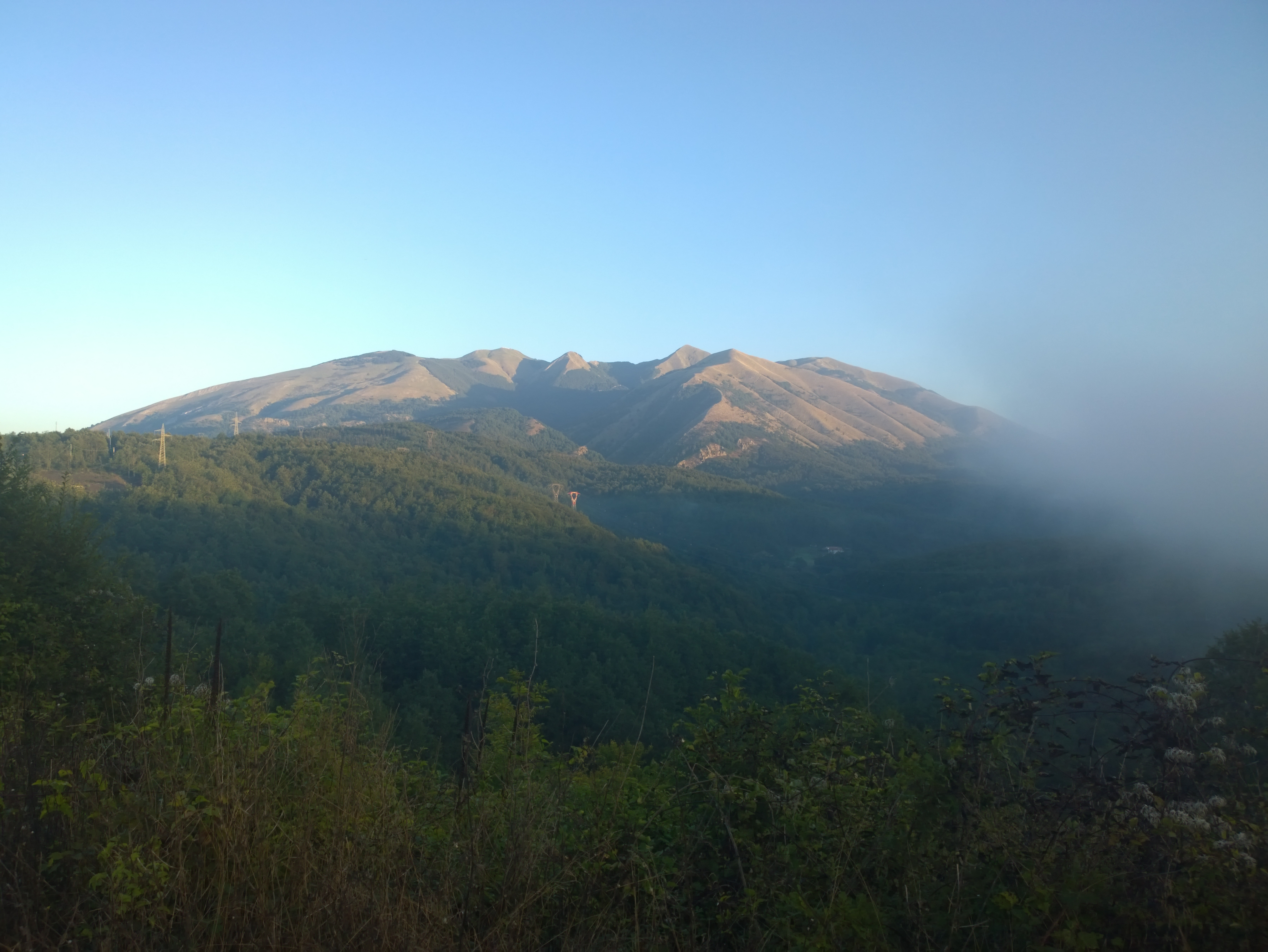
Le massif du Sirino.

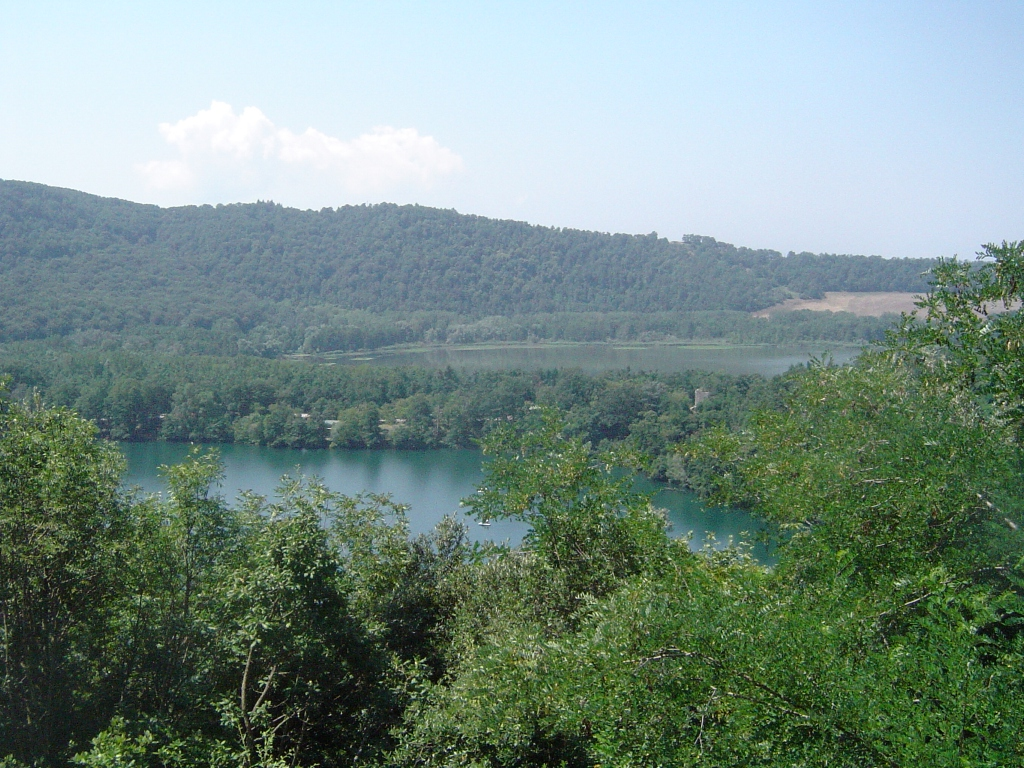
Les lacs de Monticchio.

Plus étendue que la province de Matera, la province de Potenza, au relief essentiellement montagneux, est néanmoins composée de milieux variés. Ainsi, elle comprend plusieurs pôles industriels, comme celui de San Nicola di Melfi, mais aussi le milieu naturel des lacs de Monticchio, la côte de Maratea (unique débouché de la province sur la mer), la zone centrale de la forêt lucanienne, le massif de Monte Sirino (it) et le vaste parc national du Pollino, partagé avec la Calabre.
On compte parmi les étendues d'eau les lacs de Monticchio, le lac Sirino et les lacs artificiels de la digue de Monte Cotugno (it), du lac du Pertusillo, du lac d'Acerenza et du Rendina. Parmi les rivières, on compte l'Agri, l'Aufide, le Sinni, le Lao (it), et le Basento.
Le climat est essentiellement montagneux, avec des étés chauds (40 °C et plus) et des hivers rudes (jusqu'à −15 °C à Potenza).
Le chef-lieu de la province est Potenza, et elle concentre la majeure partie des services publics. La seconde ville de la province par le nombre d'habitants est Melfi. Le développement économique et démographique de cette dernière, qui était la ville de Frédéric II, est dû principalement à la présence des usines Fiat de Melfi.

## Histoire
En 272 av. J.-C., l'armée romaine conquiert la province. Les nouveaux maîtres nomment la région « Lucanie ».
Au XIe siècle, la région devient une partie du Duché des Pouilles, dirigé à l'époque par les Normands.
À partir du XIIIe siècle, le territoire est intégré au royaume de Naples, bien que Potenza soit dirigée par des seigneurs locaux.
Entre 1470 et 1540, des communautés albanaises, fuyant les conversions forcées à l'islam, s'introduisent dans la province.
En 1861, la province est unifiée avec le reste de l'Italie en le nouveau Royaume d'Italie. Elle hérite son blason de l'antique province de Basilicate (it) (giustizierato di Basilicata). C'est alors une population peu élevée (Potenza n'avait que 16 000 habitants), majoritairement agricole et pauvre qui rejoint l'Italie.
La province de Potenza comprenait également, jusqu'en 1927, le territoire de la province actuelle de Matera. La province de Potenza coïncidait jusqu'à cette date avec la région de Basilicate.
Le 23 novembre 1980 a lieu un séisme, de magnitude 6,9 sur l'échelle de Richter, avec un épicentre dans la commune de Conza della Campania, à la frontière avec la province di Potenza. La violente secousse a duré une minute et demie et provoqué des dégâts très importants. La reconstruction est lente, dans les années 2010, trente ans plus tard, de nombreuses personnes habitent encore dans des containers.

## Nature

### Parc national du Pollino
Le parc national du Pollino est le plus grand d'Italie, avec 2 000 km2. Il se trouve dans la partie méridionale de la province. Son siège est à Rotonda.
La flore de ce parc est variée. Parmi les arbres qu'on y trouve, il y a des sapins blancs, des hêtres, des érables, des pins noirs, des ifs, des chênes et des châtaigniers. En hauteur et sur les pentes raides, on trouve le pin de Bosnie, extrêmement rare (en Europe, on ne le trouve qu'ici et dans les Balkans). Les fleurs comprennent des orchidées, des violettes, des gentianes, des campanules et le rare lis orangé. Comme exemples de  plantes officinales et de plantes aromatiques, il y a la menthe, le thym, la sarriette, la lavande et l'hysope. Les baies et arbres fruitiers sauvages comprennent les pommiers sauvages, divers prunus, les fraisiers des bois et les framboisiers.
La faune comprend des espèces éteintes dans d'autres zones montagneuses. Parmi les oiseaux, on trouve l'aigle royal, le pic noir, le crave à bec rouge, le faucon lanier, le vautour percnoptère, le milan royal, le hibou grand-duc et le hibou moyen-duc, le grand corbeau et le faucon pèlerin. Parmi les mammifères, le lérotin commun, le loup des Apennins, le chat sauvage, le chevreuil et la loutre. Depuis peu, on a réintroduit le cerf et le vautour fauve.

### Parc national de l'Apennin lucanien
Le parc national de l'Apennin lucanien-Val d'Agri-Lagonegrese, de près de 700 km2, s'étend le long de l'Apennin lucanien (it).
Les étages inférieurs de forêts de ce parc comportent des chênes à feuilles persistantes et des broussailles thermophiles avec chêne pubescent, charme, frêne et frêne à fleurs. Plus en hauteur, on trouve des chênes chevelus et des hêtres, ainsi que du houx, de l'érable ou du sapin blanc et de l'épicéa.
Parmi les animaux présents, le loup, le sanglier et la loutre et la salamandre le long du fleuve Agri.

## Économie
L'économie de la province de Potenza est essentiellement fondée sur l'agriculture, l'élevage et la pêche (28.3 % des entreprises en 2010) et le commerce (27,6 %).
La province est une des plus pauvres du pays. Le revenu disponible par tête (revenu moins impôts et taxes) est de 13 520 €/an dans la province de Potenza en 2015, ce qui représente 77 % de la moyenne italienne et 83 % de la moyenne européenne. Le taux de chômage est de 13,3 dans la province en 2015 contre 12,4 % en Italie et 9,8 % dans l'Union Européenne.

### Transports

#### Routes
La province est traversée par l'autoroute A2 (anciennement A3), sur laquelle on peut monter depuis les communes de Lagonegro (sorties nord et sud) et de Lauria (sorties nord et sud). Le raccordo autostradale 5 (RA5) relie de plus Potenza à l'A2.
Les principales routes de la province sont :
- strada statale 7 Via Appia ;
- strada statale 18 Tirrena Inferiore (it) ;
- strada statale 19 delle Calabrie (it) ;
- strada statale 92 dell'Appennino Meridionale (it) ;
- strada statale 94 del Varco di Pietrastretta (it) ;
- strada statale 95 di Brienza (it) ;
- strada statale 103 di Val d'Agri (it) ;
- strada statale 276 dell'Alto Agri (it) ;
- strada statale 381 del Passo delle Crocelle e di Valle Cupa (it) ;
- strada statale 585 Fondo Valle del Noce (it) ;
- strada statale 598 di Fondo Valle d'Agri (it) ;
- strada statale 653 della Valle del Sinni (it) ;
- strada statale 658 Potenza-Melfi (it).

#### Voies ferrées
Les sociétés qui gèrent le réseau ferroviaire de la province sont Rete ferroviaria italiana et Ferrovie Appulo Lucane (it).
Les lignes gérée par Rete ferroviaria italiana sont :
- la ligne Battipaglia-Potenza-Metaponto (it) (électrifiée et à voie unique) ;
- la ligne Foggia-Potenza (it) (non électrifiée et à voie unique) ;
- la ligne Rocchetta Sant'Antonio-Gioia del Colle (it) (non électrifiée et à voie unique) ;
- la ligne Avellino-Rocchetta Sant'Antonio (it) qui ne dessert que quelques communes ;
- la ligne Tirrenica Meridionale (it) ligne unique principale.

Il convient aussi de se souvenir de la ligne Sicignano degli Alburni-Lagonegro (it) fermée à la circulation en 1987.
Les lignes gérées par Ferrovie Appulo Lucane sont :
- la ligne Altamura-Avigliano Lucania-Potenza (it) ;
- la ligne Avigliano Lucania-Avigliano Città (it).

#### Aéroports
La province comprend deux Aviosuperficie (it), c'est-à-dire des terrains autorisés pour l'aviation mais ne correspondant pas aux normes des aéroports :
- terrain de Grumento Nova ;
- terrain de Pantano di Pignole.

#### Ports
La province comporte un port de plaisance, le port de Maratea (it), à Maratea. Il peut accueillir 550 bateaux. C'est le premier port italien à être dirigé par une femme, le lieutenant de vaisseau Tiziana Manca.

### Agriculture

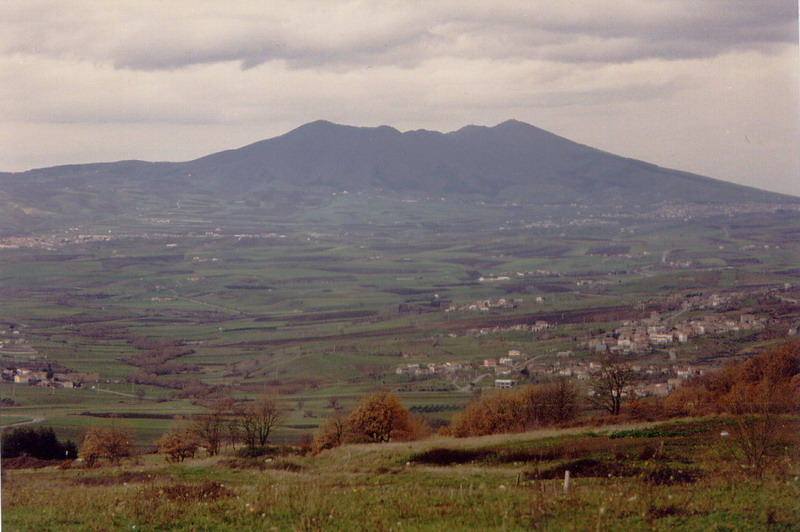
Le mont Vultur, centre d'une importante région vinicole.

L'aglianico del Vulture et le grottino di Roccanova (it) sont des vins à dénomination d'origine contrôlée de la province. L'aglianico del Vulture est obtenu exclusivement à partir du cépage Aglianico ; il en existe une variante pétillante (spumante). Le grottino di Roccanova est un assemblage de plusieurs cépages, principalement de Sangiovese. Parmi les produits DOP, on compte aussi les fromages Pecorino di Filiano (en) et Caciocavallo silano, l'aubergine rouge de Rotonda et l'huile d'olive de Vulture (it).

### Tourisme
Les falaises, entre environ 600 m et 1 500 m d'altitude, sont utilisées pour l'alpinisme entre avril et octobre.

## Culture
Association chorale Carlo Gesualdo da Venosa (en italien)
On trouve les Arbëresh, descendants des Albanais qui ont fui l'occupation ottomane, dans les villages de Barile (Barilli), Maschito (Mashqiti), San Costantino Albanese (Shën Kostandini), San Paolo Albanese (Shën Pali) et Ginestra (Zhura). Ils parlent un albanais fortement teinté d'italien, l’arberèche.

## Démographie

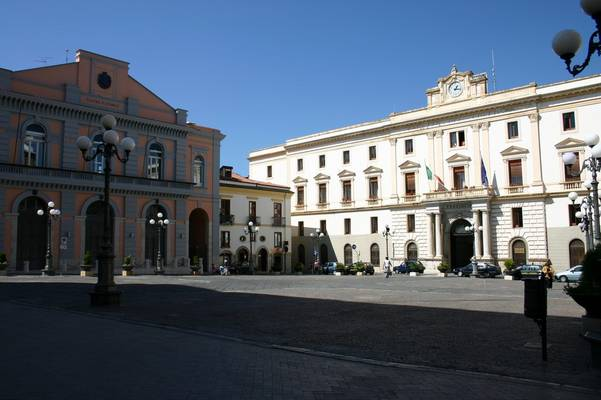
Le palais de la province, à Potenza (à droite).

La province a toujours été peu peuplée (57 hab./km2 en 2016 contre 202 hab./km2 de moyenne nationale). Entre 2001 et 2015, la population de la province est vieillissante et en décroissance régulière.
La province de Potenza comporte 100 communes. Les communes de plus de 10 000 habitants sont Potenza, puis Melfi, Lavello, Rionero in Vulture, Lauria, Venosa et Avigliano.